# 刘利民
刘利民（1955年10月—），男，河北清苑人，生于辽宁鞍山，中华人民共和国政治人物，中国共产党党员。

## 生平
刘利民出生于中共革命干部家庭，有长兄一名，长姊两名。16岁因超常的语言学习及运用能力破格被辽宁外语专科学校（1978年改名大连外国语学院，即今大连外国语大学）录取并于1980年毕业，在1984年毕业于北京师范学院（今首都师范大学）俄语系并获俄语硕士学位后，于1985年赴前苏联攻读博士学位。留苏期间，因成绩及组织能力出色，被推举为苏维埃中国学生会主席，并受邀参加前苏联国庆红场阅兵大典。
归国后，于1992年被评为北京市青年骨干教师， 1995年入选北京市跨世纪优秀人才工程项目。曾主持国家汉语领导小组办公室重大科研项目及社科基金项目和北京市级科研项目等工作。主要讲授《语言学理论》及俄罗斯语口、笔语技能课等十余门，为博士研究生开设的课程有《俄语修辞学》、《俄语口语学》、《俄汉语比较研究》等，代表著为《语义、结构、句法》（俄罗斯莫斯科语文出版社， 2000年）。1990年荣获首都“五一”劳动奖章。1996年被吸纳为国际信息化科学院院士。
自1987年起，刘利民历任首都师范大学俄语系副主任、主任，外语学院副院长、院长，校秘书长，副校长（兼任外国语学院院长、国际文化学院院长），曾经分管过首都师范大学的国际文化交流工作及财务工作，后于民主选举中被选为首都师范大学党委书记。2006年11月4日，刘利民受俄罗斯政府邀请，再次来到克林姆林宫参加庆祝俄罗斯民族团结日的盛大庆典活动。同时接受俄罗斯联邦总理普京亲自颁发的友谊勋章。2009年10月，俄罗斯联邦总理普京访中参加中俄建交60周年暨中国俄语年闭幕式上，特地接见了以刘利民为首的中国俄语学术界权威学者团，并馈赠金质纪念奖章。曾任中华人民共和国教育部副部长，任期至2016年10月12日。2014年2月21日，欧美同学会·中国留学人员联谊会第七届理事会第一次会议召开，选举其出任第七届理事会副会长。
2018年1月，当选第十三届全国政协委员。2021年1月22日，第八届欧美同学会（中国留学人员联谊会）第一次全国会员代表大会召开，大会选举其担任第八届理事会副会长。